# AC Ace
Pour les articles homonymes, voir AC et Ace.
Une AC Ace est une voiture de sport coupé cabriolet du constructeur automobile britannique AC Cars. Présentée au salon de l'automobile de Londres 1953, variante du coupé AC Aceca, elle est fabriquée à 728 exemplaires jusqu'en 1962, avant sa version ultime AC Cobra.

## Historique
Le constructeur britannique AC Cars reprend son activité de constructeur automobile après la Seconde Guerre mondiale, en 1947, mais ce n'est qu'avec ce modèle de voiture de sport AC Ace, présentée au salon de l'automobile de Londres 1953, pour succéder à son précédent modèle AC 2-Litre (en) de 1947, que la société a réellement acquis sa réputation,,.

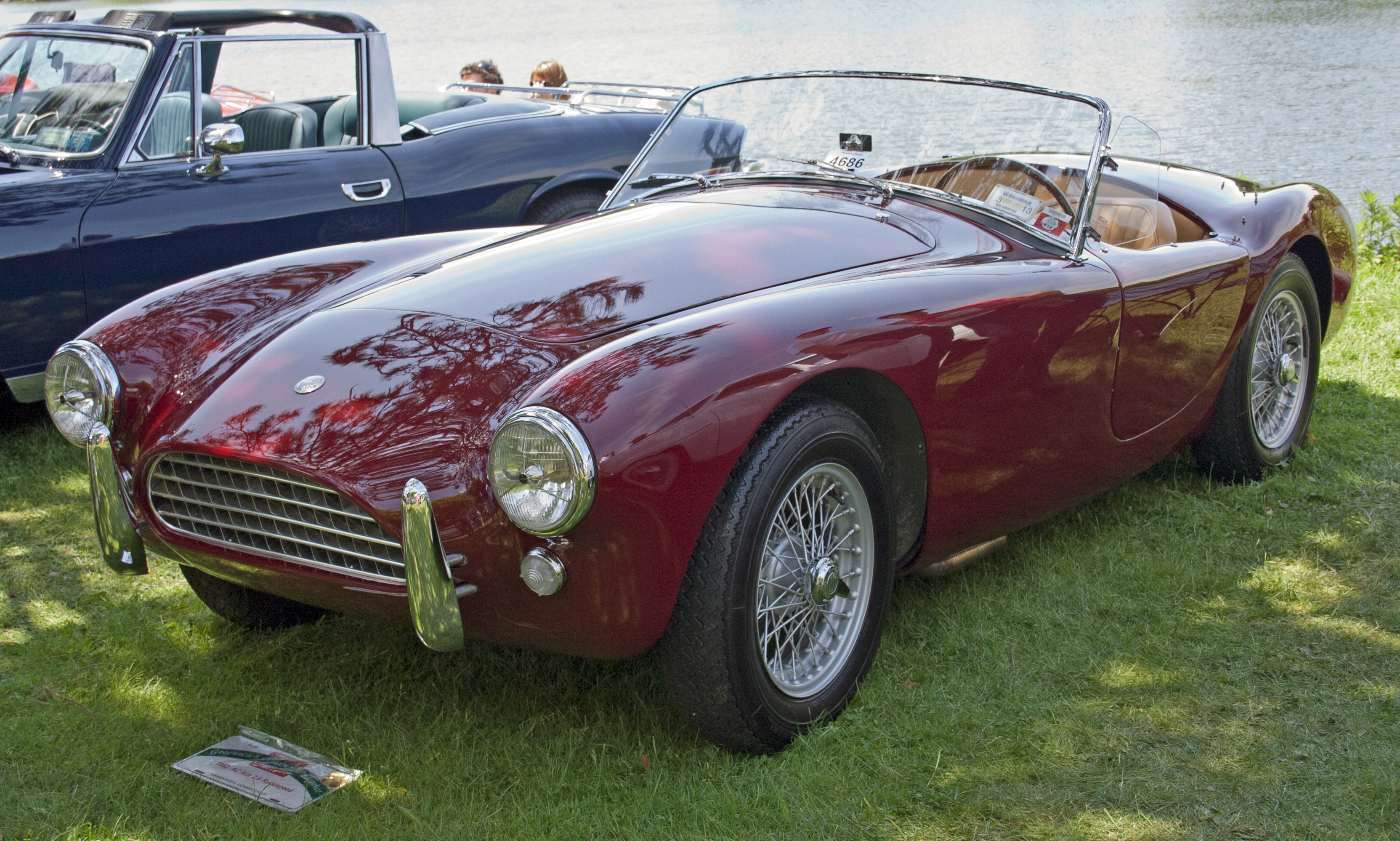
AC Ace Mk II Ford (1962)
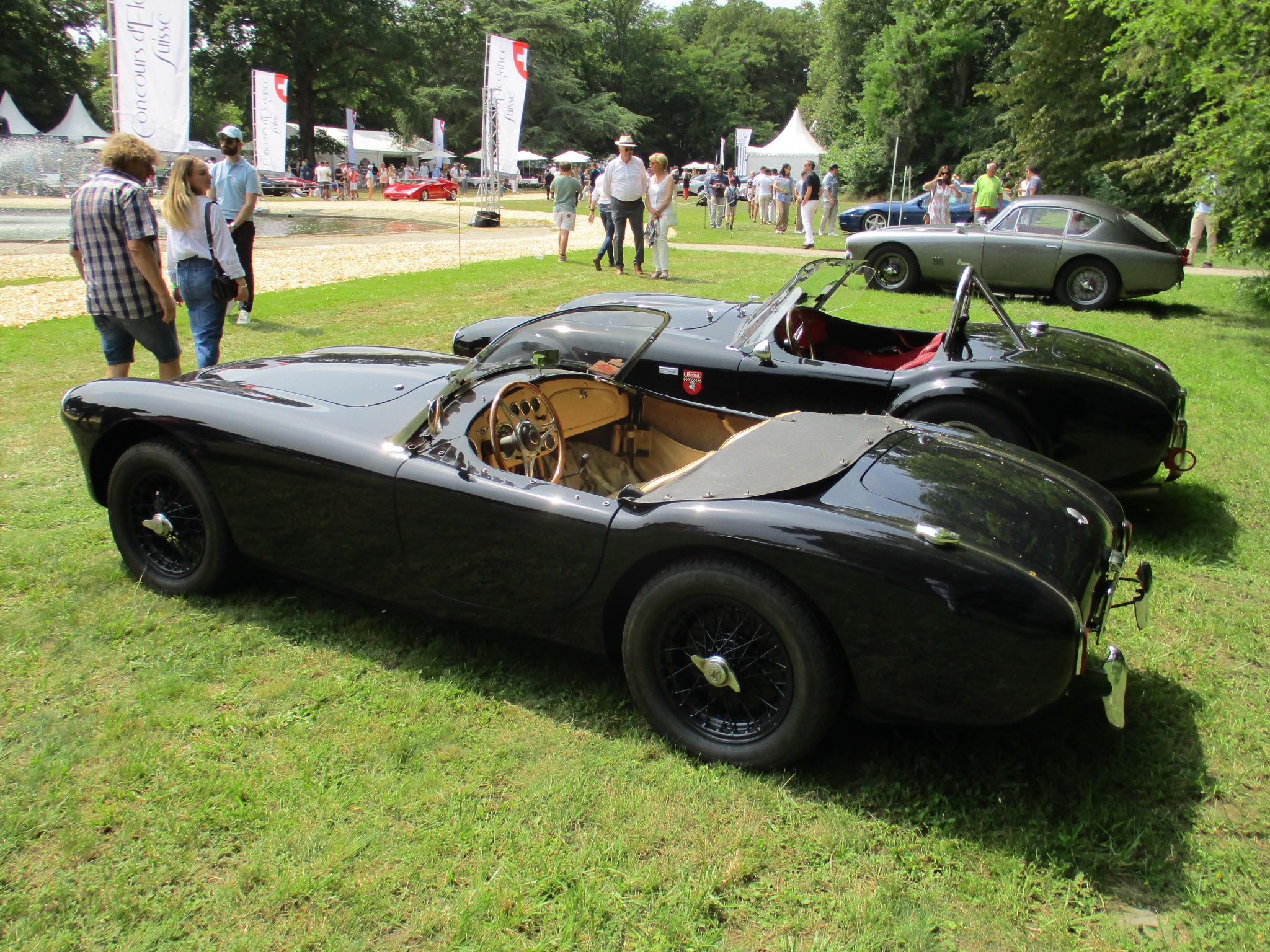
AC Ace Aceca et Bristol

Pour remplacer ses anciens modèles à moteurs de 2 L de cylindrée, AC s'est adjoint les services du designer John Tojeiro (en), qui a utilisé un cadre tubulaire léger, une suspension à roues indépendantes et une carrosserie coupé cabriolet en alliage léger, inspirée des Maserati A6G (1947), Ferrari 166 Barchetta (1948), Aston Martin DB1 Paul Jackman spécial (1948), Jaguar Type C (1951), Siata 208 américaine (1952), Triumph TR2 (1953), ou encore Austin-Healey 100 (1953).

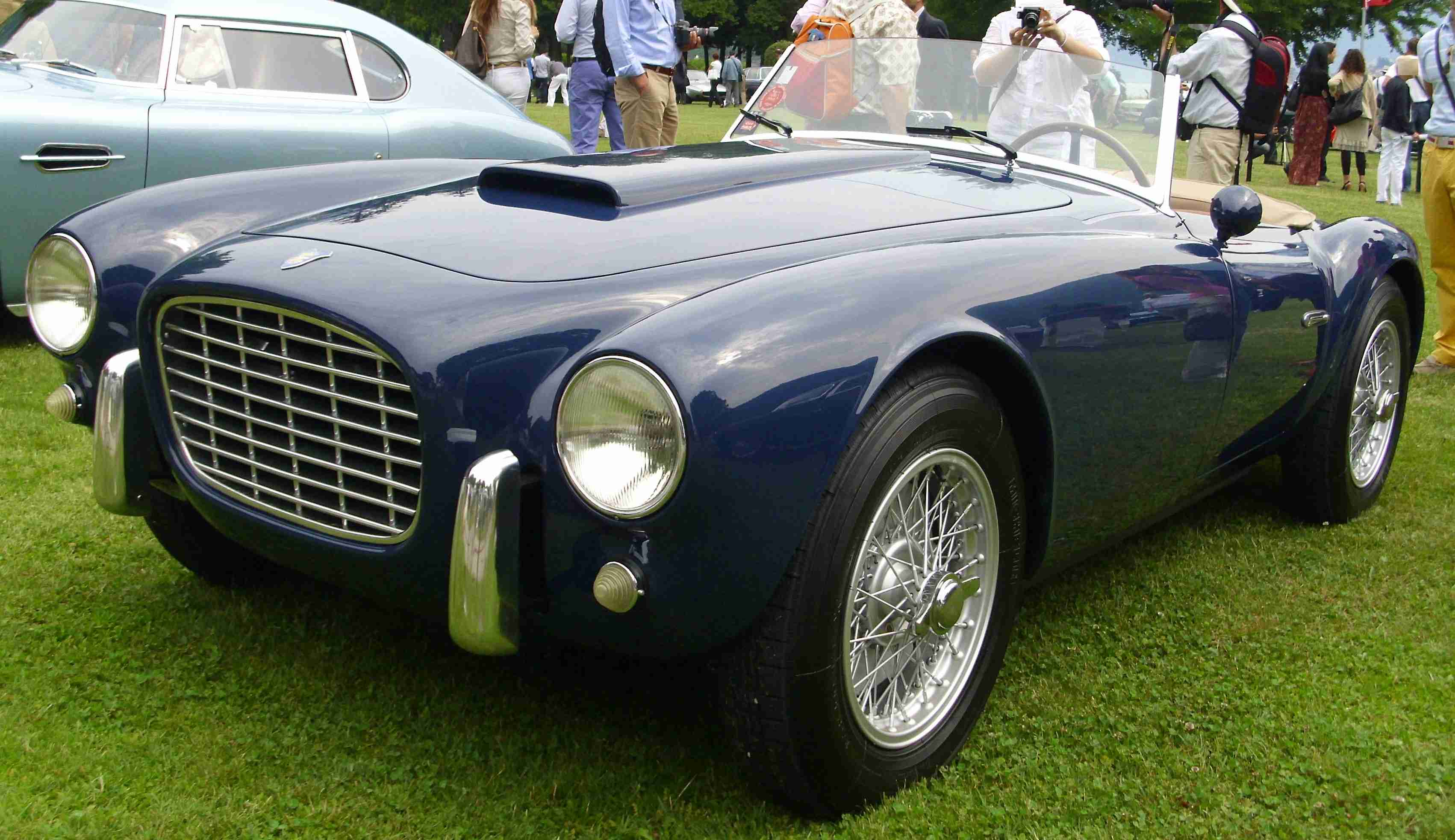
Siata 208S Spider (1952)
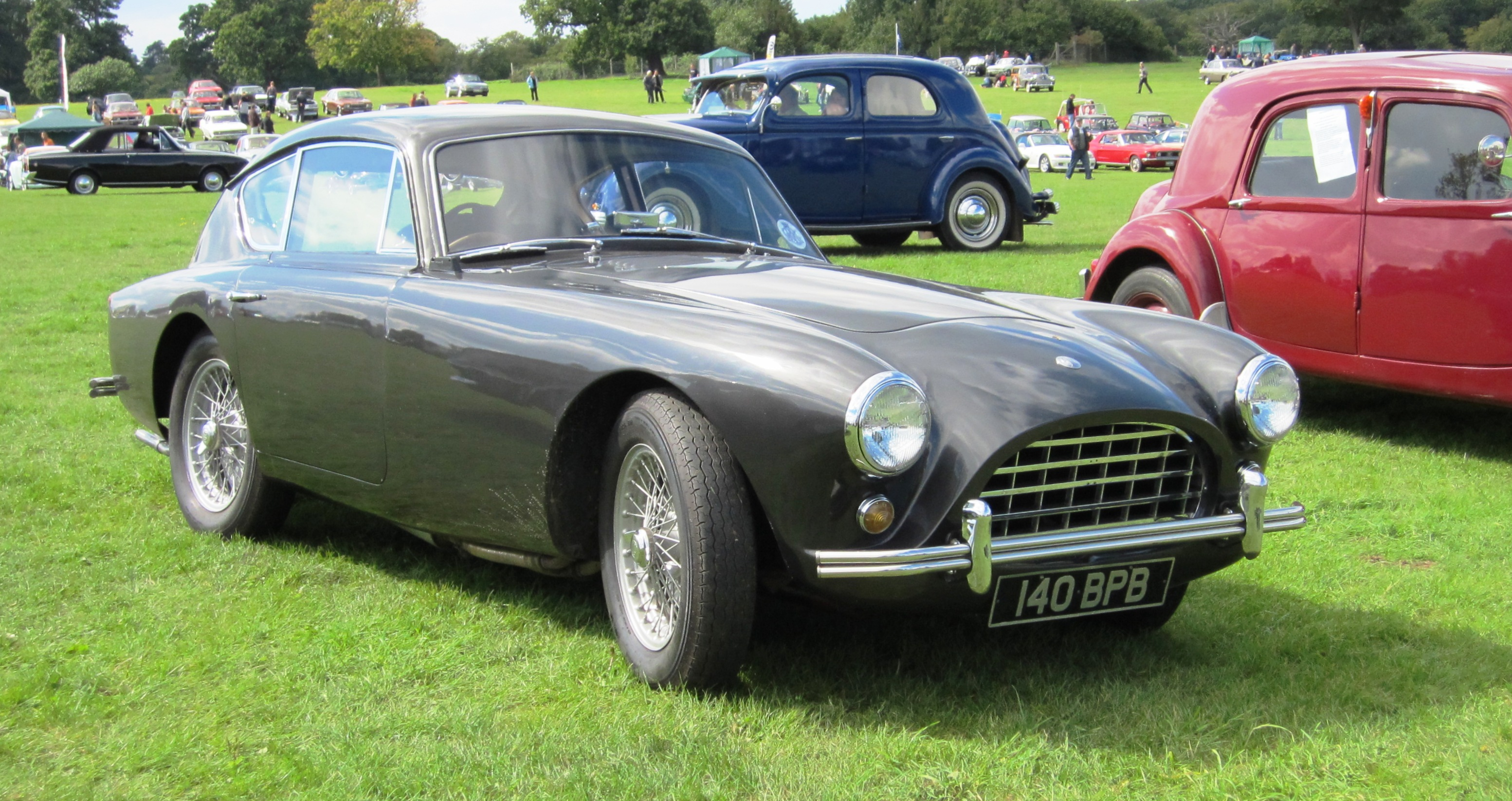
Version coupé AC Aceca (1954)

La première série AC Ace est motorisée par un moteur 6 cylindres en ligne AC 2L (1991 cm³) de 103 ch, de la fin de la Première Guerre mondiale, avec une vitesse de 166 km/h, une accélération 0-100 km/h de 11,4 s, et une consommation très raisonnable de 11,2 l/100 km. Conscient de ne pas disposer d'un moteur de voiture de sport compétitif, le constructeur décide de trouver un moteur plus moderne et plus puissant.
En 1956, s'est présentée une option avec Bristol Cars pour bénéficier de son moteur 6 cylindres en ligne de 2 L (1 971 cm³) de Bristol 404 et 405, développant 105 ch, puis 120 ch, alimenté par 3 carburateurs, pour des performances de 187 km/h, avec une accélération 0-100 km/h en 9 s. Une option overdrive sera disponible à partir de 1956 et la voiture pourra être dotée de freins à disque à l'avant en option en 1957.
En 1961, le constructeur conclut un accord de fourniture avec Ford pour son moteur 6 cylindres en ligne 2,5 L (2 553 cm³) de Ford Zephyr, alimenté par trois carburateurs Weber, pour 170 ch et une vitesse de 209 km/h.

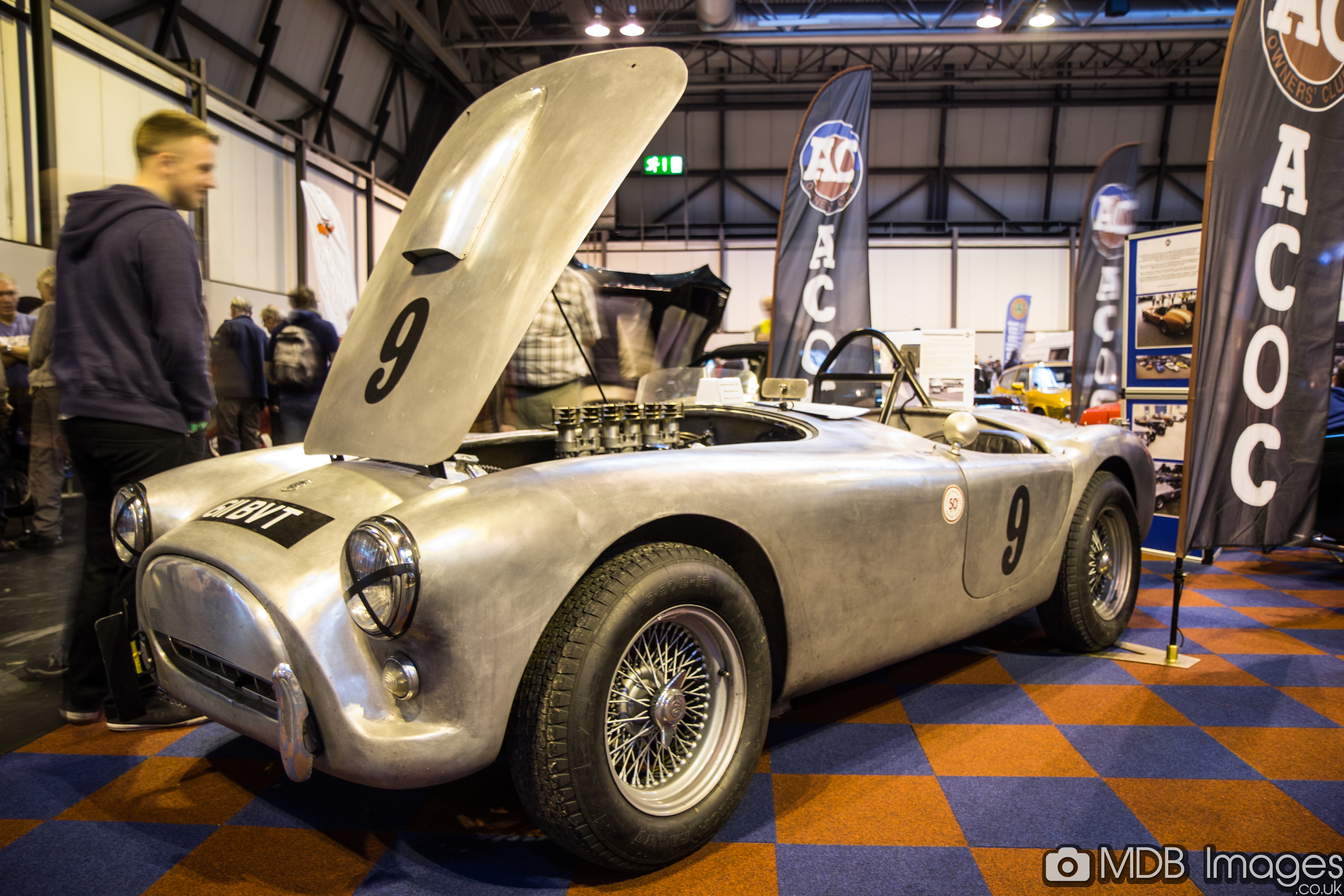
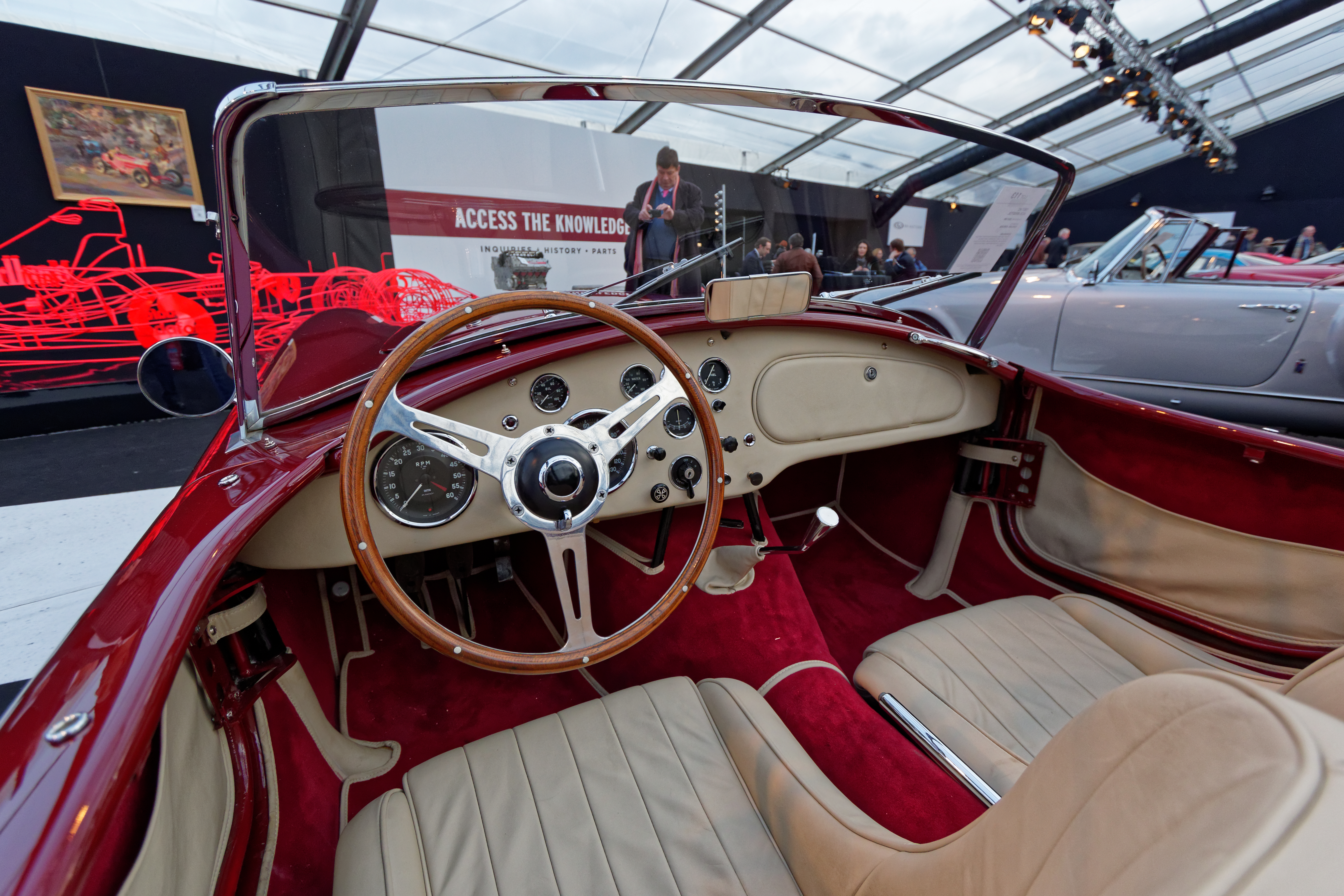
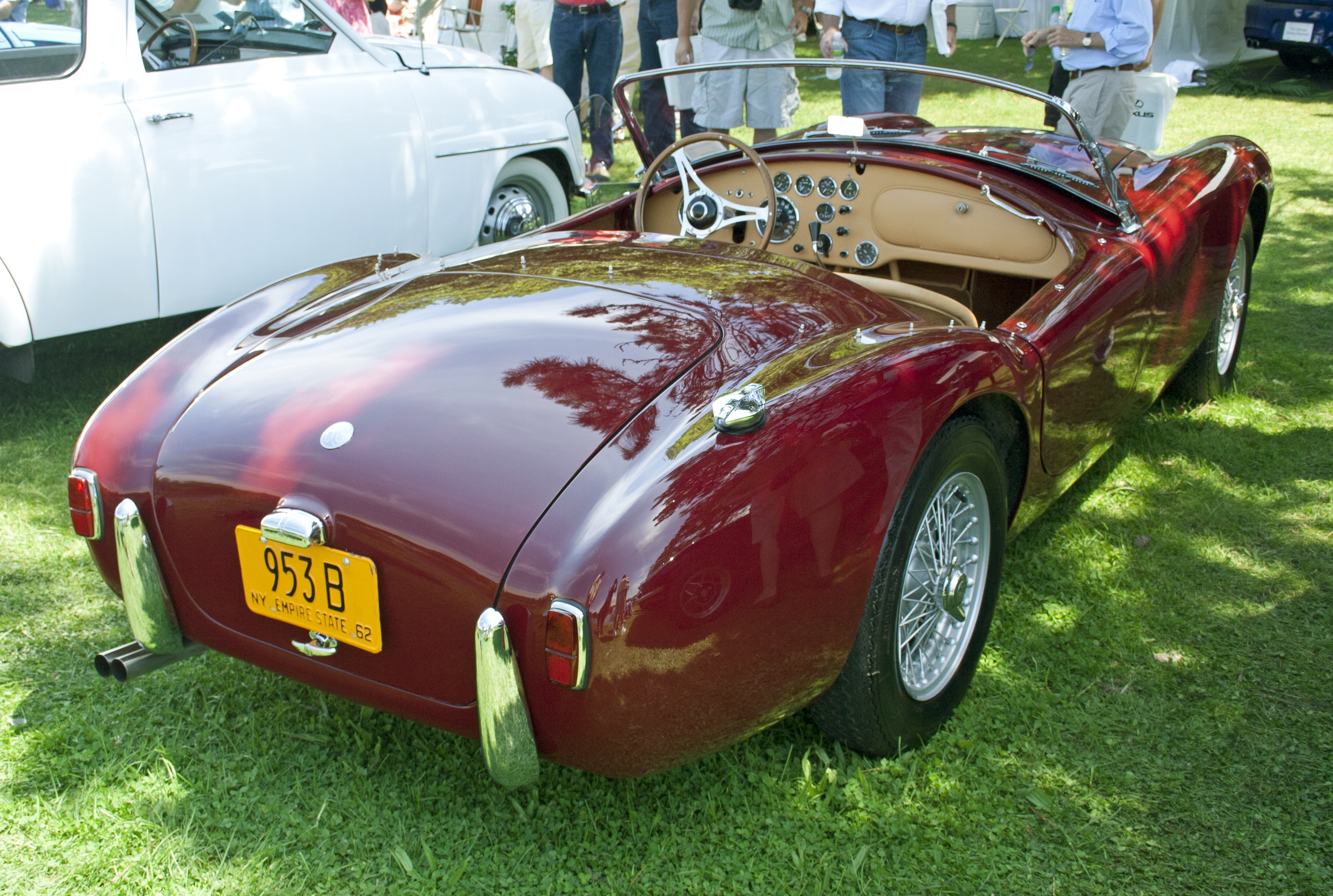
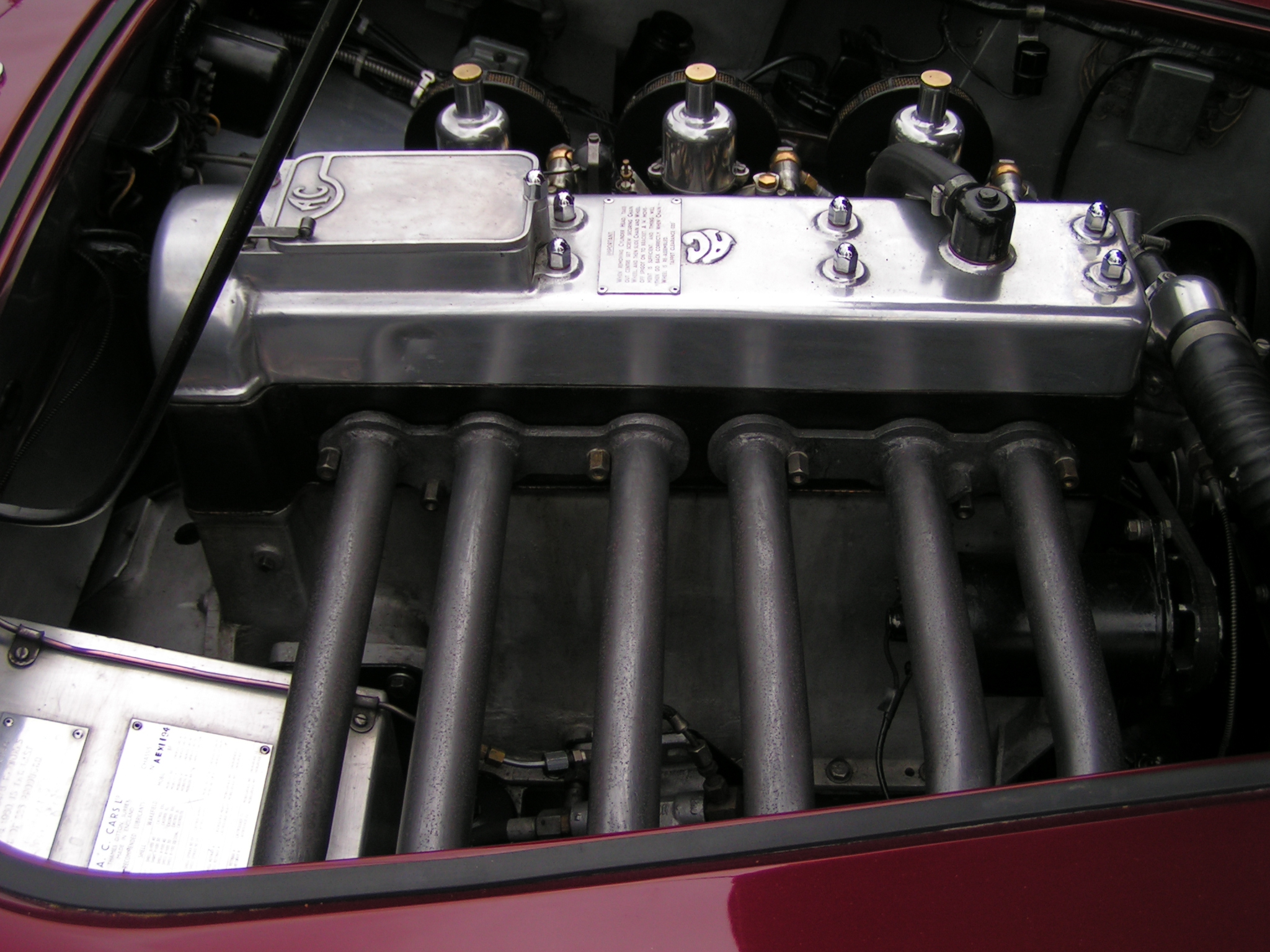
6 cylindres en ligne AC
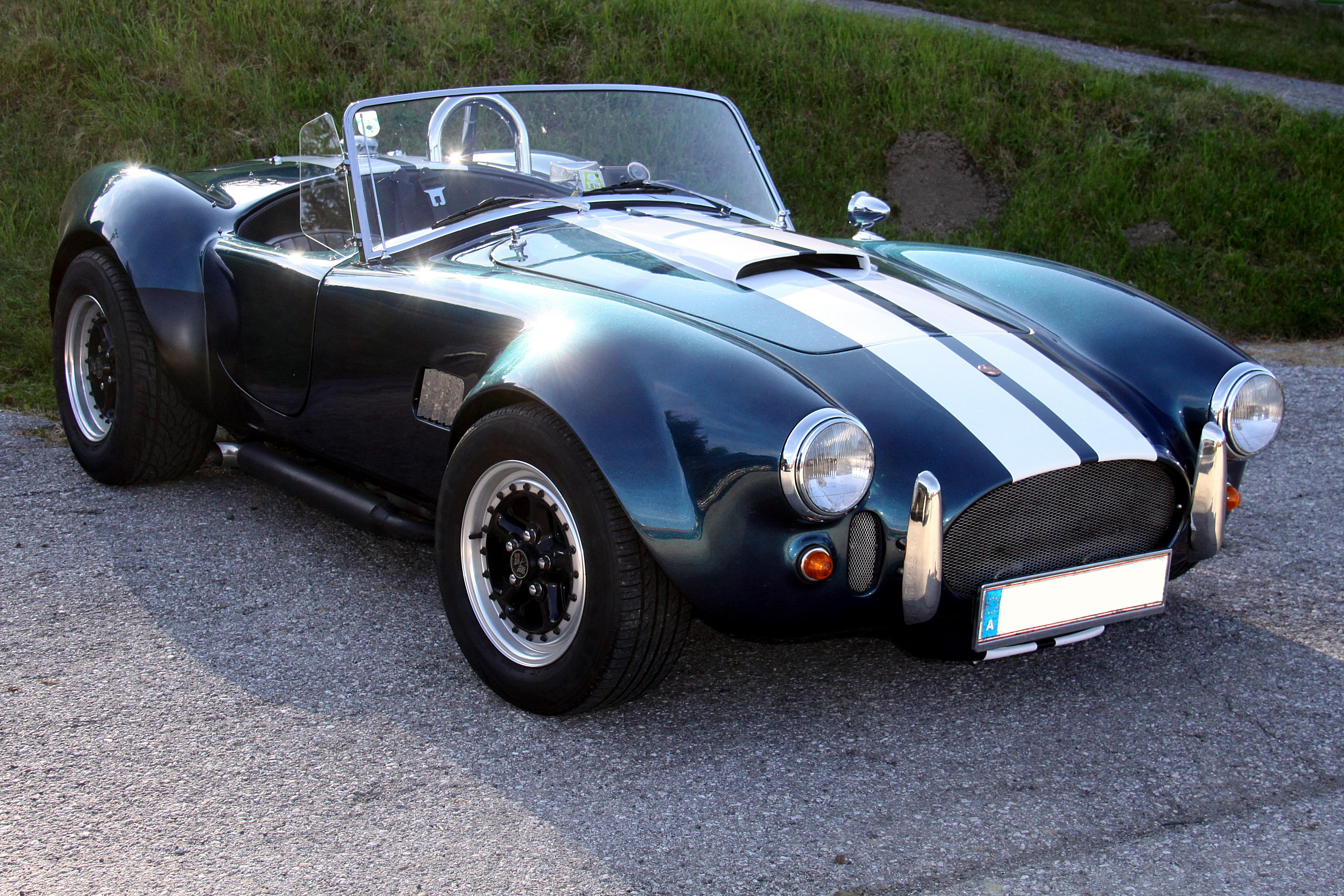
AC Cobra (1962)

Malgré ses caractéristiques, le modèle ne sera fabriqué qu'à 37 exemplaires et sera rapidement remplacé en 1962 par l'AC Cobra à moteur V8 Ford Mustang, du pilote-préparateur américain Carroll Shelby (Shelby American Inc.), destinée à la compétition.

## Quelques modèles

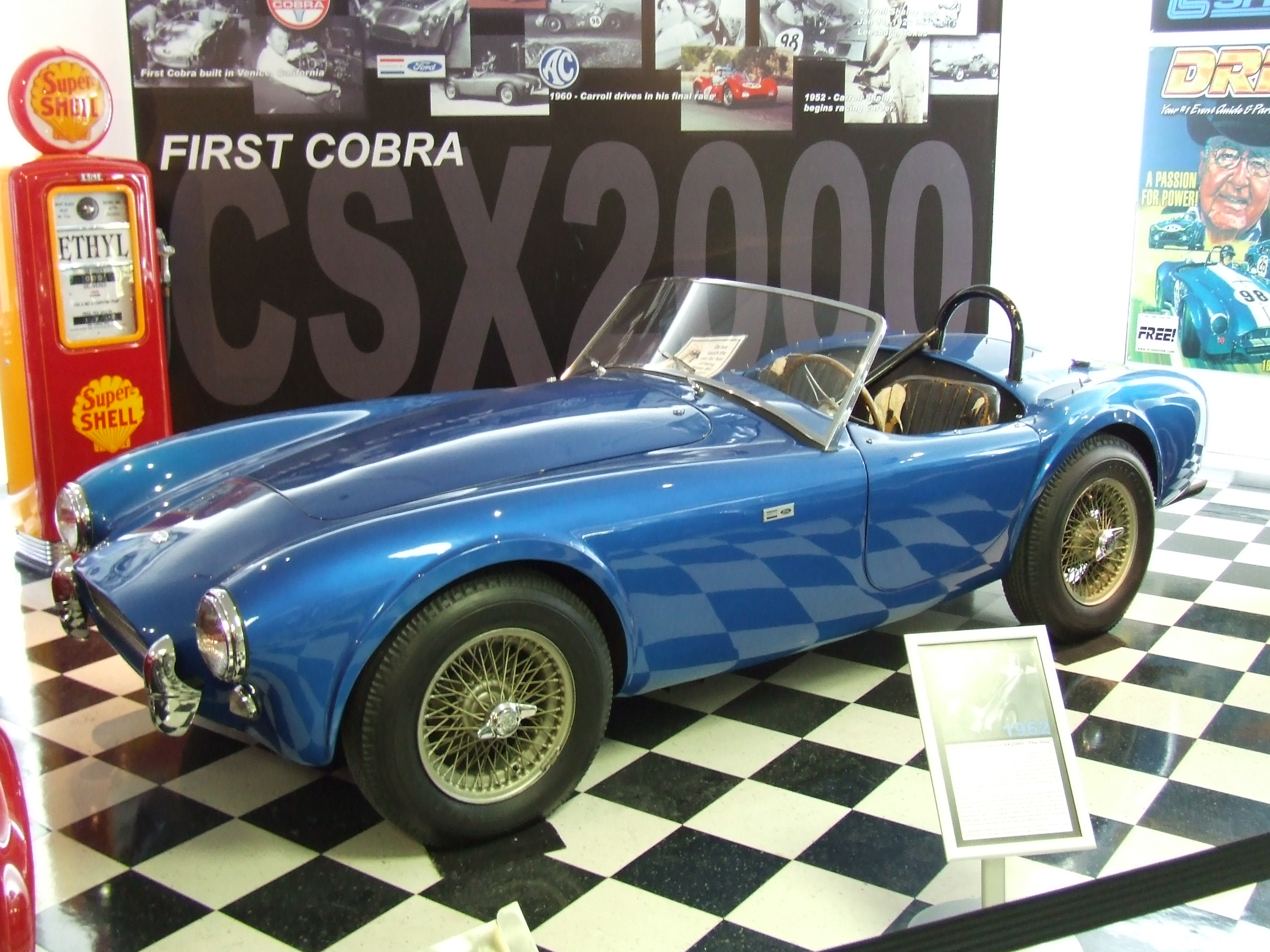
Première AC Cobra Mk I de 1962, de Carroll Shelby, au Shelby Museum de Las Vegas.

- 1953 : AC Ace
- 1954 : AC Aceca
- 1956 : AC Ace Bristol
- 1957 : AC Ace Bristol Zagato
- 1961 : AC Ace Mk II Ford
- 1962 : AC Cobra
- 2023 : AC Cobra GT Roadster

## Compétition
Les AC Ace participent entre autres (dans la « catégorie 2 L ») aux Mille Miglia 1956, Grand Prix automobile du Venezuela 1957, 1 000 kilomètres du Nürburgring 1959, 24 Heures du Mans 1957, 1958, 1959 (victoire catégorie 2L), 1960, 1961, 1962...